# Fair Grove
Fair Grove – miasto w Stanach Zjednoczonych, w stanie Missouri, w hrabstwie Greene.